# ایرش
ایرش (به آلمانی: Irsch) یک شهر در آلمان است که در تریر-زاربورگ واقع شده‌است. ایرش ۱٬۵۷۵ نفر جمعیت دارد.